# Supermarine

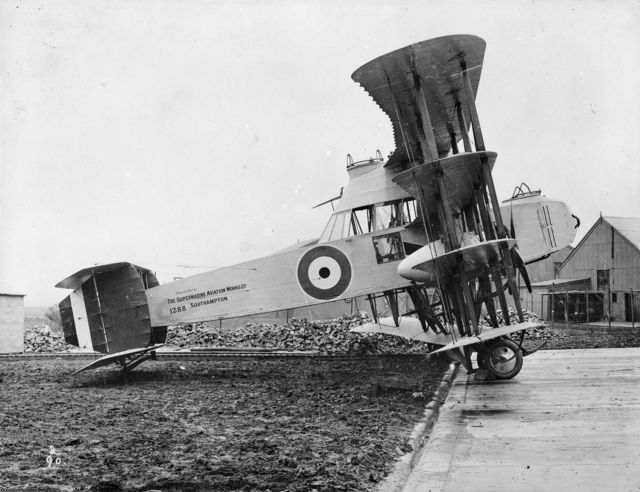
Supermarine P.B.31E Nighthawk

Supermarine Aviation Works, Limited war ein britischer Flugzeughersteller, der insbesondere für seine Wasserflugzeuge und den Abfangjäger Supermarine Spitfire bekannt wurde.

## Geschichte
1913 gründete Noel Pemberton-Billing die Pemberton-Billing, Ltd zur Herstellung von Wasserflugzeugen. Das Unternehmen baute auch eine Reihe von Prototypen von Vierdeckern zur Bekämpfung von Zeppelinen, die Pemberton-Billing P.B.29 und die Supermarine Nighthawk, die mit rückstoßfreien Davis-Kanonen ausgestattet waren, die Nighthawk hatte ein eigenes Triebwerk zur Versorgung eines Suchscheinwerfers.
Als Pemberton-Billing 1916 Mitglied des Parlaments wurde, verkaufte er das Unternehmen an seinen Werksleiter und langjährigen Partner Hubert Scott-Paine. Dieser benannte das Unternehmen um in Supermarine Aviation Works, Ltd. Supermarine wurde bekannt durch die Erfolge, die ihre Wasserflugzeuge bei der Schneider-Trophy errangen, insbesondere die drei Siege in Folge 1927, 1929 und 1931.
1928 übernahm Vickers-Armstrongs Supermarine als Supermarine Aviation Works (Vickers), Ltd. 1938 wurden alle Luftfahrtaktivitäten von Vickers-Armstrongs umorganisiert zu Vickers-Armstrongs (Aircraft) Ltd, wobei Supermarine weiterhin unter eigenem Namen entwickelte und verkaufte.
Das erste Landflugzeug der Firma war die legendäre Spitfire, die zusammen mit der Hawker Hurricane das Rückgrat der britischen Luftverteidigung gegen die deutschen Bomber in der Luftschlacht um England bildete. Die Hurricane war früher entstanden und es gab daher mehr Exemplare, die neue Spitfire bekam jedoch die Aufmerksamkeit und wurde mit der Schlacht assoziiert.
Andere bekannte britische Flugzeuge des Zweiten Weltkriegs waren die Seafire, eine Marineversion der Spitfire. Weiterhin entwickelte Supermarine die Spiteful und Seafang als Nachfolger der Spitfire bzw. Seafire sowie das Flugboot Walrus.
Die Hauptwerke von Supermarine befanden sich im Vorort Woolston von Southampton, was dazu führte, dass die Stadt 1940 stark bombardiert wurde.
Das letzte der Supermarine-Flugzeuge war die Supermarine Scimitar. Danach wurde im Zuge der Umwälzungen der britischen Luftfahrtindustrie Vickers-Armstrongs (Luftfahrzeuge) ein Teil der British Aircraft Corporation. 

## Trivia
Northshore Marine baut in Chichester eine Reihe von Motorbooten unter dem Namen Supermarine.